# 착한여자 백일홍
《착한여자 백일홍》은 2007년 10월 1일부터 2008년 4월 19일까지 방영된 한국방송공사 2TV 아침드라마로, 요즘의 세태를 반영해 모계를 중심으로 새롭게 꾸려지는 가족 형태를 소재로 하였다.

## 등장 인물

### 주요 인물
- 박소현 : 백일홍 역

만수의 아내. 술에 취한 아버지가 백일홍 전설을 들려주며 여자는 지조가 있어야한다고 지어준 이름이다. 무엇이든 차마 버릴 수 없는 천성의 소유자로 오지랖이 넓으며 사람을 잘 믿는 버릇까지 있다. 눈썰미와 손재주가 천부적이라 뭐든 한번 본 것은 척척 만드는 재주가 있어 평생 밥 굶을 일은 없을 만큼 복을 타고 났음에도 불구하고 그 놈의 'N0'를 못하는 밑 빠진 독 때문에 복은 새어나간다. 모델하우스 청소부 겸 안내원으로 일하며 준만을 만나게 되고, 후에는 가구 공방으로 일하게 된다. 승표와 만나 결혼하게 되며 승표 어머니한테 인정받고 행복한 삶을 살게 된다.
- 김갑수 : 서준만 역

가구명장 공장장. 덕희의 남편. 서울 명문대 건축학과를 출신. 대학을 졸업하고 건축사 사무소에서 일할 무렵, 장인의 가구 회사 시공 일을 맡았다. 장인은 자신의 회사 ‘가구 명장’으로 스카웃하고 후계자를 삼을 생각에 딸, 덕희와 결혼시킨다. 그런데 장모와 부인은 그의 가난한 부모님을 무시했고, 모든 걸 돈 위주로만 생각했다. 결혼에 대한 회의가 밀려왔다.
- 이시환 : 차승표 역

실내인테리어 토탈 데코레이션 전문 업체 “나우”의 대표, 모델하우스 디스플레이의 달인으로 주가가 한창 올라가 있다. 국내 명문대 실내디자인과를 졸업하고, 영국으로 유학 가 프랭클린대학에서 가구디자인 석사과정을 밟았다. 성공에 대한 승부욕이 워낙 강한 인간인지라 비즈니스를 위한 공식적인 자리에서는 철저히 이미지 메이킹으로 변신한다. 여자의 자존심을 무참히 짓밟는 성격이지만 일홍의 순수한 매력에 반하여 사랑에 빠지고 결혼을 한다.
- 최환준 : 장남기 역

기생오라비처럼 곱상하니 생겨서 명품으로 쫙 빼입고 다니지만 백퍼센트 짝퉁인생이다. 아무런 죄의식도 없이 여자 등쳐먹는데 선수인 그지만 그래도 마지막 남은 일말의 순정은 있었다. 어떻게든 한탕하면 다른 여자들은 몰라도 순도 99.99%의 여자, 일홍 누나에게만은 갚아주고 싶었다.

### 준만의 가족
- 이보희 : 천덕희 역 - 준만의 부인
- 임현식 : 천용찬 역 - 준만의 장인, 가구명장의 대표이사
- 사미자 : 허문자 역 - 준만의 장모
- 엄현경 : 서아영 역 - 준만과 덕희의 딸

### 일홍의 가족
- 권은아 : 심옥분 역 - 일홍의 시어머니
- 조은숙 : 정진봉 역 - 일홍의 친구
- 김희정 : 오현명 역 (아역: 김가람) - 일홍의 첫째 딸
- 김예원 : 오사랑 역 - 일홍의 둘째 딸
- 서수현 : 백진솔 역 - 일홍의 셋째 딸
- 정인기 : 오만수 역 - 일홍의 남편, 사고로 사망(특별출연)

### 가구명장 인물
- 김보미 : 엄한녀 역 - 준만의 가구공장 반장, 질투와 시기의 화신
- 이철민 : 유 주임 역 - 준만의 가구공장 주임
- 정재진 : 할배 역
- 김용민 : 강기철 역
- 김희라 : 가구공장 직원 역

### 그 외 인물
- 이한위 : 민 변호사 역 - 허문자 집안 고문변호사
- 이원재 : 김문수 역 - 승표 회사 나우의 직원
- 조양자 : 승표 모 역
- 김기현 : 차덕진 역 - 대왕건설 회장
- 김미라 : 애란 역
- 양창완 : 넙치 역 - 사채업자
- 이두일 : 불곰 역
- 김병춘 : 배 대표 역
- 이종구 : 의사 역

## 참고 사항
- 뺑소니 사고 장면으로 비난을 샀다.[1]
- 해당 드라마에서 열연한 주인공 박소현은 강원 정선군의 홍보대사로 위촉됐다.[2]

## 같이 보기
- 그래도 좋아! (MBC)
- 흔들리지마 (MBC)
- 미워도 좋아 (SBS)
- 물병자리 (SBS)